# Abbaye de Lambach

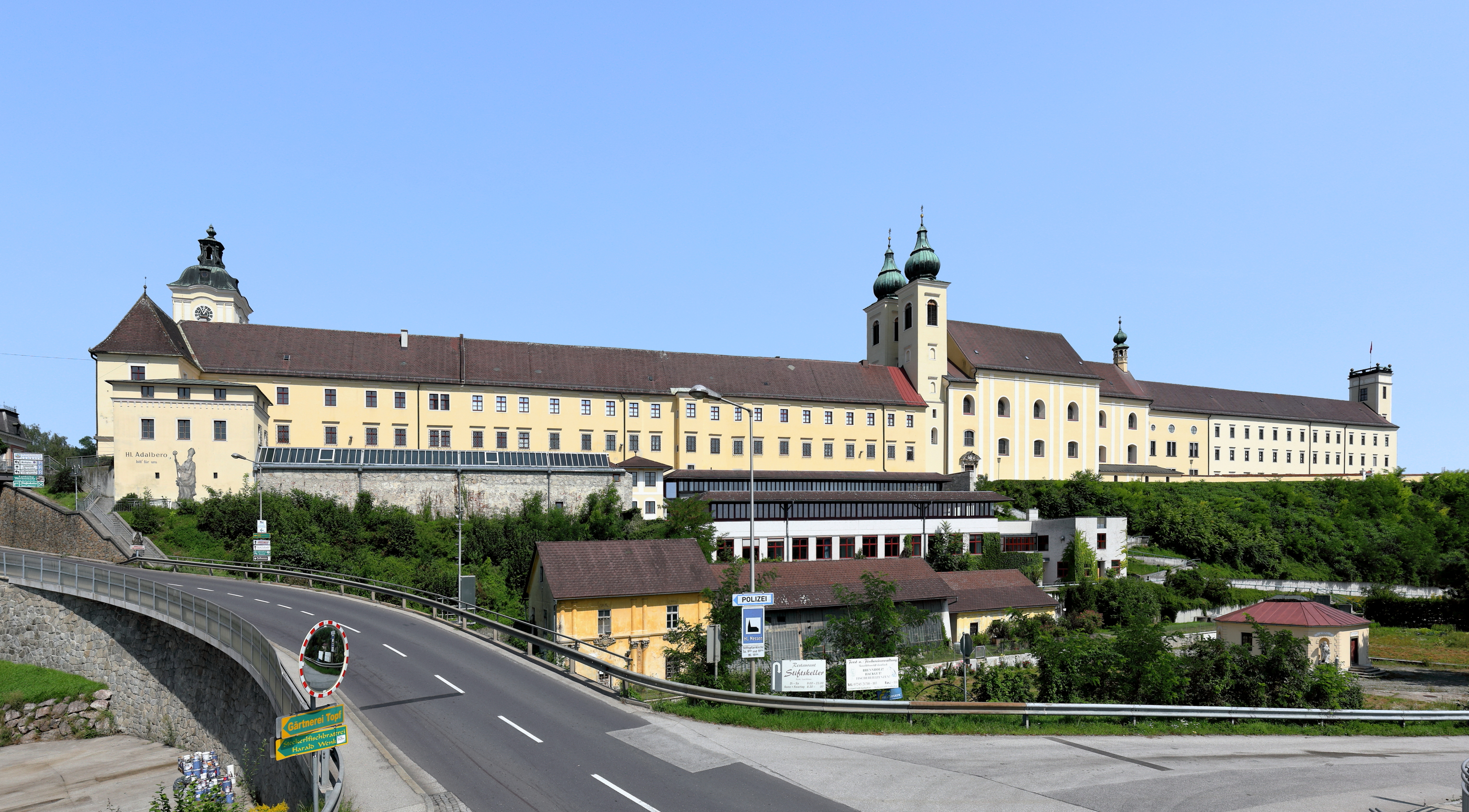
Abbaye de Lambach

L'abbaye de Lambach (Stift Lambach) est une abbaye bénédictine située à Lambach (Haute-Autriche). Elle dépend de la congrégation bénédictine d'Autriche et elle est consacrée à l'Assomption de la Bienheureuse Vierge Marie.

## Histoire

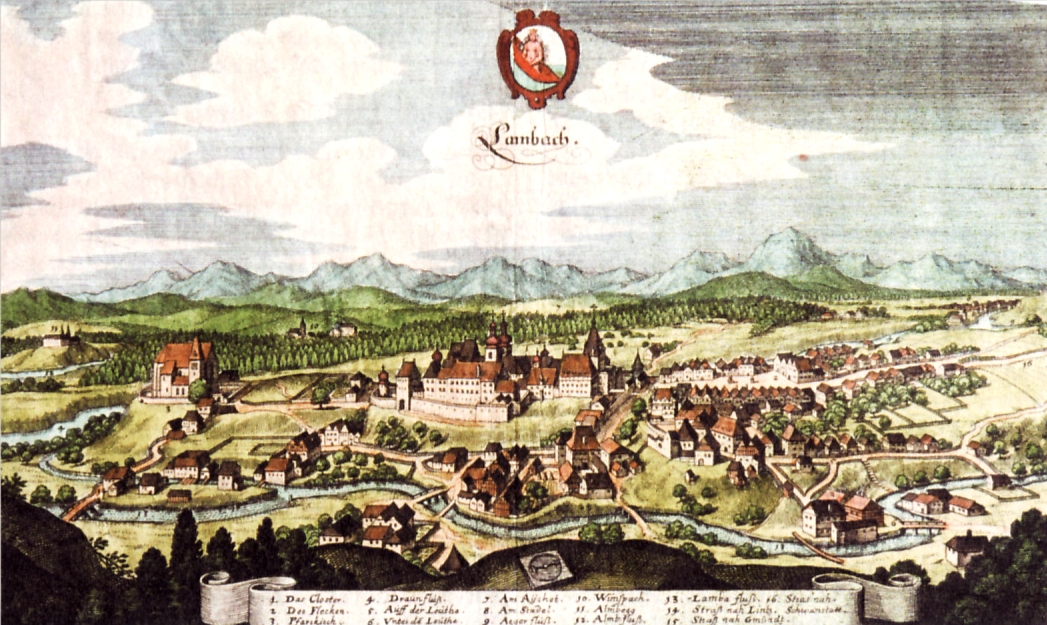
Gravure de l'abbaye de Lambach en 1649

L'abbaye est fondée en 1046 par le comte Arnold II de Lambach-Wels qui y appelle des chanoines. Son fils, saint Adalbéron, la transforme en abbaye bénédictine dix ans plus tard et y envoie le moine Egbert (Eggebertus) de l'abbaye de Münsterschwarzach pour l'organiser selon l'esprit clunisien avec de nouveaux compagnons. L'abbaye souffre de destructions à l'époque du règne du duc Othon II de Bavière après 1233.
L'abbaye actuelle remonte à l'abbatiat de Placidus Hieber von Greifenfels (1615-1640-1678) qui la fait reconstruire en architecture baroque, reconstruction poursuivie par ses successeurs, Severin Blaß (1678-1705) et Maximilian Pagl (de) (1705-1725). De grands travaux d'agrandissements sont entrepris, notamment le bâtiment nord avec un réfectoire d'été (œuvre de Carlo Antonio Carlone) et un ambulatorium. La célèbre famille des Carlone décore l'intérieur de stucs et de peintures, comme l'ambulatorium par Diego Francesco Carlone (de).
L'abbaye n'est pas fermée au début du joséphisme, mais Joseph II la ferme finalement en 1784. Sa mort fait revenir les moines avec Dom Amand Stickmayr à leur tête.
Selon Friedrich Heer, auteur d'une biographe d'Adolf Hitler parue en 1968, celui-ci était enfant lorsqu'il aurait remarqué pour la première fois une svastika dans les armoiries de l'abbaye de Lambach où il était choriste. Les autorités nationales-socialistes expulsent les moines en 1941 pour y installer une NAPOLA (internat du parti). Les moines reviennent après la guerre.
L'abbaye est agrandie entre 1972 et 1982, ainsi qu'entre 1992 et 1994.

## Liste des abbés après leXVesiècle
- Thomas de Retz, 1436-1474
- Johannes Swerfadel, 1474-1504
- Michael Leroch, 1514-1534
- Ludwig Goldkofer, 1534-1554
- Johannes Bimmel, 1600-1634
- Philipp Nagl, 1634-

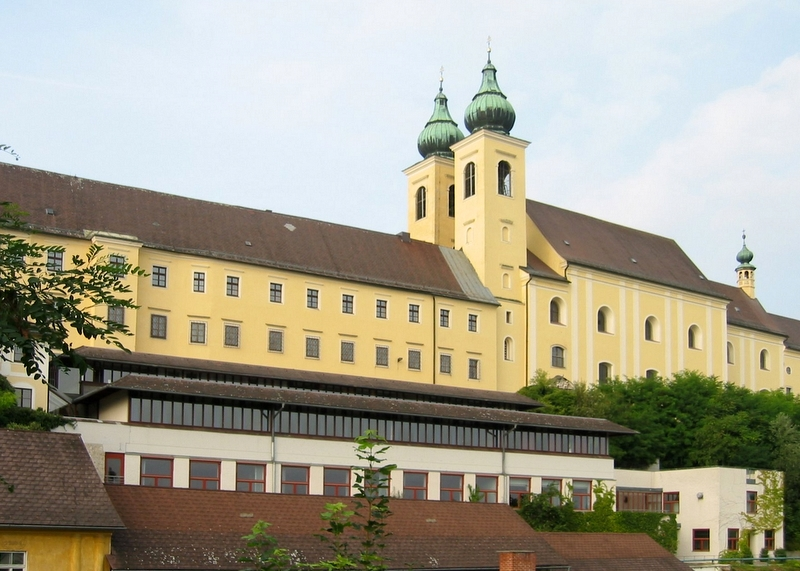
Extensions modernes de l'abbaye

- Placidus Hieber von Greifenfels, 1640-1678
- Severin Blaß, 1678-1705
- Maximilian Pagl (de), 1705-1725
- Amandus Stickmayr, 1746-1794
- Julian Ricci, 1794-1812
- Theoderich Hagn, 1858-1872
- Johann Lasser von Zollheim, 1873-1889
- Cölestin Baumgartner, 1890-1934
  - Jakob Reimer (de Seitenstetten), coadjuteur 1929-1932
  - Lambert Zauner (de Kremsmünster (de)), coadjuteur 1932-1934
  - 1941-1945: abbaye fermée
- Lambert Zauner, 1934-1946
- Petrus Trefflinger, 1947-1952
- Benedikt Oberndorfer, 1956-1964 (administrateur en 1952-1956)
  - Wilhelm Zedinek (de Göttweig) administrateur 1964-1968
- Albert Siebenhüter (de Schweiklberg), 1972-1986 (administrateur en 1968-1972)
- Gotthard Schafelner, 1986-2008
- Maximilian Neulinger, depuis 2008

## Œuvres d'art et édifices

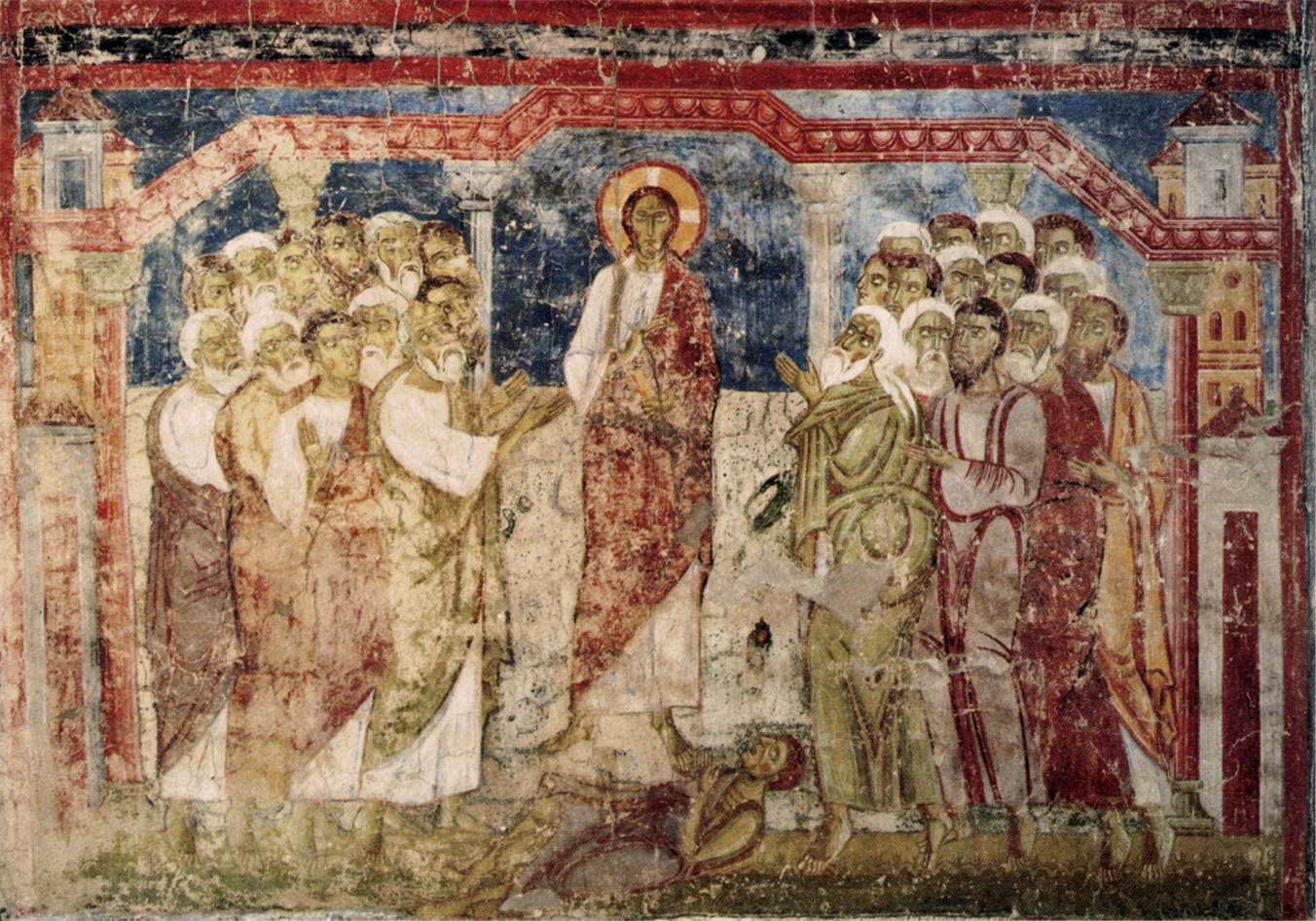
Fresque romane représentant Le Christ guérissant un possédé à Capharnaüm.

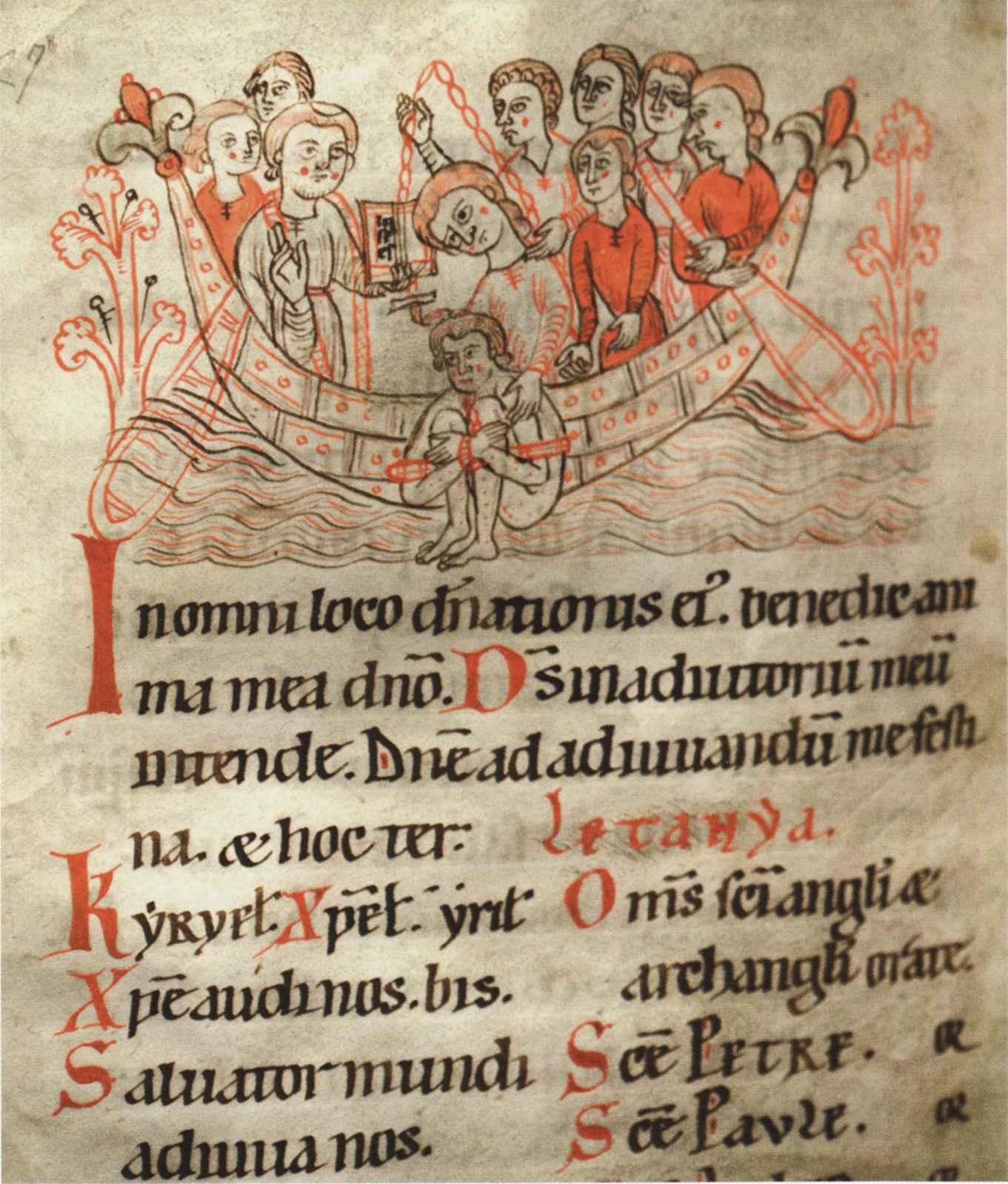
Épreuve de l'eau (XIIe siècle)

- Fresques romanes de la fin du XIe siècle (les plus anciennes des pays germanophones du sud)
- Collection importante d'art sacré, dont le calice roman de saint Adalbéron et une crosse de 1480
- Église abbatiale (baroquisée): pierre tombale de saint Adalbéron; orgue de Christoph Egedacher (1641-1706)
- Ancienne brasserie (aujourd'hui apothicairerie): façade baroque
- Théâtre baroque (1770): restauré en 1983, il est toujours en activité
- Réfectoire d'été: première moitié du XVIIIe siècle par Carlo Antonio Carlone, aujourd'hui salle de concert
- Ambulatorium de Diego Carlone
- Bibliothèque (1690) avec plus de cinquante mille recueils
- Collection graphique du P. Koloman Fellner
- Sculpture d'un nain baroque en grès dans le jardin

## Moines célèbres
- Romanus Weichlein (1652-1706), compositeur baroque
- Maurus Lindenmayr, écrivain et dramaturge
- Koloman Fellner, graveur et lithographe